# Chi Geminorum
Chi Geminorum (χ Gem) är en dubbelstjärna i stjärnbilden Tvillingarna, nära den västra gränsen mot stjärnbilden Kräftan. Den har en skenbar magnitud på 4,98 och kan ses för blotta ögat under en mörk natt. Baserat på en årlig parallaxförskjutning på 12,73 mas, är den belägen omkring 260 ljusår från solen.

## Egenskaper
De två komponenterna i Chi Geminorum bildar en spektroskopisk dubbelstjärna med en omloppstid på 2 437,8 dagar och en excentricitet på 0,06. Den primära komponenten är en jättestjärna av K-typ och spektraltyp K2 III. Den är kandidat till att vara en svag bariumstjärna med ett litet överskott troligen överfört från vad som nu är en följeslagare i form av en vit dvärg. Chi Geminorum A har uppskattningsvis en massa som är 1,83 gånger solens och har expanderat till 14 gånger solens radie. Den utstrålar 79 gånger solens utstrålning vid en effektiv temperaturen i yttre atmosfären på 4 560 K. Den har en lugn projicerad rotationshastighet på 3,8 km/s och är cirka två miljarder år gammal.